# Parc Nacional de les cascades d'Augrabies
El Parc Nacional de les cascades d'Augrabies és un parc nacional situat a les cascades d'Augrabies, a uns 120 km a l'oest d'Upington, a la província del Cap Septentrional, a Sud-àfrica.
El Parc Nacional de les cascades d'Augrabies va ser establert el 1966 amb una superfície de 820 km²: s'estén al llarg del riu Orange en una zona molt àrida. La cascada té uns 60 metres d'alçada i és impressionant quan el riu va ple. Del congost avall es troben uns salts d'aigua amb unes mitjanes de 240 m de profunditat, durant 18 quilòmetres. El barranc proporciona un impressionant exemple d'erosió en un soterrani granític.